# Крушельницкая, Мария Тарасовна
Мари́я Тара́совна Крушельни́цкая (укр. Марія Тарасівна Крушельницька; 31 декабря 1934, Харьков — 15 августа 2025, Львов) — советская и украинская пианистка и музыкальный педагог, профессор Львовской государственной консерватории им. Н. Лысенко, заслуженная артистка Украинской ССР, народная артистка Украины (2005). Дочь украинского писателя Тараса Крушельницкого.

## Биография
Мария Тарасовна Крушельницкая родилась 31 декабря 1934 года в городе Харькове. Её отец, Тарас Крушельницкий, был расстрелян 17 декабря 1934 года в Киеве по сфабрикованному обвинению. Мать, чтобы дочь не могла пострадать, будучи дочерью «врага народа», скрывала её происхождение и записала под своей девичьей фамилией — Шушкевич и дала имя — Арета.
С 1935 года Мария Тарасовна с матерью жила в Курске, куда они уехали после смерти отца. После освобождения Галичины от гитлеровской оккупации в годы Великой Отечественной войны Советского Союза Мария Тарасовна вместе с матерью переехала во Львов. Здесь ей в честь бабушки дали второе имя — Мария.
В 1952 году Мария Тарасовна окончила Львовскую среднюю специализированную музыкальную школу (класс фортепиано педагога А. Пясецкого-Процишина). По просьбе композитора А. Кос-Анатольского её игру на фортепиано прослушал Народный артист РСФСР профессор Московской консерватории Генрих Густавович Нейгауз. Он пригласил её на обучение в свой класс в Московскую государственную консерваторию имени П. И. Чайковского. Вскоре она начала выступать с сольными концертами. По окончании в 1957 году консерватории Мария Тарасовна продолжила обучение в аспирантуре (научный руководитель — Г. Нейгауз).
14 января 1958 года был реабилитирован её отец, и Мария Тарасовна получила новый паспорт, в котором была записана как Мария Крушельницкая. В 1960 году она окончила аспирантуру и вернулась во Львов. Стала работать преподавателем Львовской консерватории (с 2000 — Львовская национальная музыкальная академия имени Николая Лысенко), с 1991 года — профессором; дважды избиралась ректором Львовской консерватории.
Мария Тарасовна Крушельницкая выступала с сольными концертами в Киеве и многих городах Украины, а также за рубежом. В её репертуаре были произведения Л. Бетховена, Р. Шумана, И. Брамса, А. Скрябина, С. Рахманинова, Бориса Чайковского, А. Кос-Анатольского, Л. Ревуцкого, В. Косенко, С. Людкевича, Н. Колессы, Р. Симовича, Вас. Барвинского и других. Выступала также солисткой с симфоническими оркестрами Киева, Львова, Донецка (под руководством дирижеров М. Колесси, Ю. Луцива, С. Турчака и др.). Исполнительское мастерство Крушельницкой отмечено масштабностью, симфоничностью и эмоциональностью.
М. Крушельницкая записала произведения композитора Л. Ревуцкого, на фирме «Мелодия» — альбом из двух пластинок с произведениями С. Людкевича, диск с музыкальными и поэтическими произведениями А. Кос-Анатольского, «11 Этюдов в форме старинных танцев» В. Косенко, комплект дисков «Шедевры галицкой фортепианной музыки».
Крушельницкая — лауреат Республиканского конкурса пианистов им. Н. Лысенко в Киеве (1962, 2-я премия). Среди её учеников — музыканты Йожеф Эрминия, Яромир Боженко, Василий Котис, Алексей Кушнир.
Умерла 15 августа 2025 года в возрасте 90 лет.